# Kotlas
Kotlas - Котлас (rus) - és una ciutat de l'óblast d'Arkhànguelsk, a Rússia.

## Història
L'estatus de ciutat li fou concedit el 3 de maig del 1917 pel govern provisional. A partir dels anys 1930 Kotlas fou un lloc de deportació de kulaks, administrat pel Kotlaslag, una branca del gulag. De seguida tota mena de possibles víctimes de repressió stalnista hi foren deportades, amb camps de treball que duraren fins al 1953.
Kotlas també fou un centre important de trànsit per als deportats enviats més al nord i a l'est, atès que la vila es trobava en una terminal d'una línia ferroviària.